# 9250 Чемберлін
9250 Чемберлін (9250 Chamberlin) — астероїд головного поясу, відкритий 24 вересня 1960 року.
Тіссеранів параметр щодо Юпітера — 3,098.